# Michael Vernace
Michael „Mike“ Vernace (* 26. Mai 1986 in Toronto, Ontario) ist ein ehemaliger italo-kanadischer Eishockeyspieler, der im Verlauf seiner aktiven Karriere zwischen 2003 und 2018 unter anderem 476 Spiele in der American Hockey League (AHL) auf der Position des Verteidigers bestritten hat. Zudem absolvierte Vernace weitere 22 Partien für die Colorado Avalanche und Tampa Bay Lightning aus der National Hockey League (NHL) und war eine Spielzeit für die Adler Mannheim in der Deutschen Eishockey Liga (DEL) aktiv. Sein jüngerer Bruder Daniel Vernace war ebenfalls ein professioneller Eishockeyspieler.

## Karriere
Michael Vernace begann seine Karriere als Eishockeyspieler bei den Brampton Battalion, für die er von 2003 bis 2006 in der kanadischen Top-Juniorenliga Ontario Hockey League (OHL) aktiv war. In diesem Zeitraum wurde er im NHL Entry Draft 2004 in der siebten Runde als insgesamt 201. Spieler von den San Jose Sharks aus der National Hockey League (NHL) ausgewählt, für die er allerdings nie spielte, da er im Juni 2006 im Tausch gegen ein Sechstrunden-Wahlrecht im NHL Entry Draft 2007 an die Colorado Avalanche abgegeben wurde. In der Saison 2006/07 stand der Verteidiger für die damaligen Farmteams der Avalanche, die Arizona Sundogs aus der Central Hockey League (CHL) und Albany River Rats aus der American Hockey League (AHL) auf dem Eis. Anschließend spielte er in den folgenden beiden Jahren hauptsächlich für Colorados neues AHL-Farmteam, die Lake Erie Monsters. Zudem gab der Linksschütze in der Saison 2008/09 sein Debüt in der NHL für das Franchise aus Denver, für das er in seinem Rookiejahr in zwölf Spielen punktlos blieb.
Nachdem sein Vertrag nicht verlängert worden war, unterschrieb der Kanadier am 30. Juli 2009 einen Einjahresvertrag bei den Atlanta Thrashers. Er begann die Saison 2009/10 im Farmteam bei den Chicago Wolves in der AHL und kam dort im Verlauf der Spielzeit regelmäßig zum Einsatz. In derselben Saison ging Vernace auch für die Hamilton Bulldogs aufs Eis, ehe er im Juni 2010 in einem Transfergeschäft an die San Jose Sharks abgegeben wurde, womit er zu dem Team zurückkehrte, das ihn gedraftet hatte. Nachdem ihn diese nicht unter Vertrag genommen hatten, unterschrieb der Stürmer rund einen Monat später einen Kontrakt bei den Tampa Bay Lightning. Im Dezember 2011 transferierten ihn die Bolts gemeinsam mit James Wright im Austausch für Michael Kostka und Evan Oberg zu den Florida Panthers. Diese gaben ihn kurz vor der Trade Deadline im Februar 2012 gemeinsam mit einem Drittrunden-Wahlrecht im NHL Entry Draft 2013 im Tausch für Wojtek Wolski an die New York Rangers ab.
Dort kam Vernace in den folgenden eineinhalb Jahren allerdings ausschließlich beim Farmteam Connecticut Whale zum Einsatz, bevor er sich im Sommer 2013 für ein Engagement in Europa entschied und sich den Adler Mannheim aus der Deutschen Eishockey Liga (DEL) anschloss. Im Anschluss an die Saison 2013/14 wurde sein Vertrag in Mannheim nicht verlängert, sodass er beim schwedischen Klub Rögle BK aus der zweitklassigen HockeyAllsvenskan unterschrieb und mit der Mannschaft am Ende der Spielzeit 2014/15 den Aufstieg in die Svenska Hockeyligan (SHL) erreichte. Im Oktober 2015 kehrte Vernace nach Nordamerika zurück und wurde von den Brampton Beast aus der ECHL verpflichtet. Dort spielte er die Saison 2015/16 jedoch nicht zu Ende, sondern kam auf Leihbasis auch zu Einsätzen bei den Stockton Heat in der AHL. Die darauffolgende Spielzeit begann der Verteidiger erneut bei den Brampton Beast, wechselte aber im Dezember 2016 zum ungarischen Verein Fehérvár AV19. Seine Karriere ließ Vernace in der Saison 2017/18 beim dänischen Erstligisten Rungsted Seier Capital ausklingen.

## Erfolge und Auszeichnungen
- 2005 OHL First All-Rookie Team
- 2006 OHL Third All-Star Team
- 2015 Aufstieg in die Svenska Hockeyligan mit dem Rögle BK

## Karrierestatistik
(Legende zur Spielerstatistik: Sp oder GP = absolvierte Spiele; T oder G = erzielte Tore; V oder A = erzielte Assists; Pkt oder Pts = erzielte Scorerpunkte; SM oder PIM = erhaltene Strafminuten; +/− = Plus/Minus-Bilanz; PP = erzielte Überzahltore; SH = erzielte Unterzahltore; GW = erzielte Siegtore; 1 Play-downs/Relegation; Kursiv: Statistik nicht vollständig)